# Аксючиц, Виктор Владимирович
Ви́ктор Влади́мирович Аксю́чиц (29 августа 1949, село Вардомичи, Молодечненский район, Молодечненская область, Белорусская ССР) — российский философ, богослов, публицист, политический и государственный деятель, народный депутат РСФСР (1990—1993), действительный государственный советник 1-го класса.

## Биография
Родился 29 августа 1949 года в селе Вардомичи Молодечненской области в крестьянской семье. В 1953 году родители, спасаясь от коллективизации, (которая началась в Западной Белоруссии, присоединенной в 1940 году к СССР, в конце сороковых годов) переехали в Ригу. Там отец работал грузчиком в морском порту, мать — дворником.
Учился в Рижском мореходном училище, служил в ВМФ, офицер запаса. В юности как моряк торгового и рыболовецкого флота побывал во многих странах. Вступил в КПСС в 1972 году в Военно-морском флоте.
В 1978 году окончил философский факультет МГУ по отделению философии, кафедре зарубежной философии. Самостоятельно изучал русскую религиозную философию.
В 1978 году вышел из КПСС по религиозным убеждениям.
Занимался религиозным и политическим самиздатом, за что подвергался репрессиям со стороны КГБ: исключение из аспирантуры МГУ, обыски, допросы, изъятие библиотеки, негласный запрет на работу по профессии. Около десяти лет вынужден был работать бригадиром сезонных строительных рабочих в различных регионах страны.
С середины 1980-х годов публиковался в эмигрантских и западноевропейских изданиях. С 1987 года с Глебом Анищенко издавал литературно-философский журнал русской христианской культуры «Выбор» в самиздате, затем переиздававшийся в Париже, с 1991 года издававшийся официально в России.
В 1988 году входил в правление научно-технического кооператива «Перспектива», в 1989 году участвовал в создании советско-панамского совместного предприятия «Рuiсо», стал членом его правления и директором издательского отдела.
В 1990—1993 годах — народный депутат Российской Федерации, председатель подкомитета по связям с зарубежными организациями Комитета Верховного Совета РФ по свободе совести, вероисповеданиям, милосердию и благотворительности. Создал и возглавлял депутатскую группу «Российское единство». Инициатор и соавтор закона РСФСР 1990 года «О религиозных верованиях», по которому были отменены ленинские и сталинские декреты о религии, распущен Совет по делам религий — орган режима государственного атеизма, предоставлены свободы религиозной деятельности, утверждён в качестве выходного дня день Рождества Христова, религиозная деятельность была освобождена от налогов.
В 1990—1997 годах лидер Российского христианского демократического движения, на начальном этапе входившего в движение «Демократическая Россия». Выступал против развала Союзного государства и политики реформ Гайдара — Чубайса.
В 1992 году организатор Конгресса гражданских и патриотических сил России, возглавил созданное Конгрессом Российское народное собрание. Член Национального комитета «Социал-патриотического движения „Держава“».
В 1995 года кандидат в депутаты Государственной думы Российской Федерации II созыва от «Блока Станислава Говорухина».
В 1997—1998 годах советник первого вице-премьера правительства России Бориса Немцова. Государственный советник 1 класса. Курировал работу правительственной Комиссии по идентификации и захоронению останков российского императора Николая II и членов его семьи.
Преподаватель философии, доцент Государственной Академии славянской культуры. 
По убеждениям является монархистом (формулируя концепцию народной монархии). Женат, пятеро детей, много внуков и правнуков.

## Общественная и политическая деятельность

### От марксизма к идеализму и православию
В школе, в Рижском мореходном училище, на службе в Военно Морском флоте, в МГУ был активным общественным деятелем, руководителем комсомольской, затем партийной организаций. В ВМФ вступил в КПСС, в мировоззрении будучи тогда, по его характеристике, «чем-то вроде евро-коммуниста». Во время службы в ВМФ всё свободное время занимался самообразованием, увлёкся сначала политэкономией, затем философией, хотя с самого начала ощущал неадекватность марксизма-ленинизма. Большую роль в формировании его общественного мировоззрения сыграли журналы и книги издательства «Посев» «Народно-трудового Союза» (НТС), а также книги Солженицына, с которыми он впервые столкнулся, участвуя в визите советских кораблей в Копенгаген в 1971 году. В 1971 году был принят на Подготовительное отделение («рабфак») философского факультета Московского государственного университета им. М. В. Ломоносова. К началу поступления в МГУ считал себя убеждённым коммунистом, читал работы Ленина, Маркса, мечтал, закончив МГУ, бороться за пост Генерального секретаря, чтобы реформировать КПСС. Но вскоре разочаровался в марксизме-ленинизме: «Если бы я вовремя не нашёл мир других ценностей, который открывает независимая религиозная и политическая литература, я бы погиб, спился бы, либо попал в тюрьму». Спасла «свободная литература» — «там-издата» и «сам-издата». В благодарность за это спасение он впоследствии займётся издательской деятельностью. К третьему курсу проделал типичный для русской интеллигенции путь «от марксизма к идеализму» и далее — к православному христианству.
Возглавляя студенческую партийную организацию, поступив в аспирантуру в 1978 году вышел из КПСС «по идейным соображениям», ибо к тому времени считал себя убеждённым православным христианином. Большую роль в приходе к православию сыграл его двоюродный дядя протоиерей Аркадий Станько, впоследствии строитель и настоятель Казанского собора на Красной площади. Стал одним из первых организаторов подпольного издания религиозный и политический литературы. С середины семидесятых годов участвовал во встречах неформального литературно-философского калужско-обнинского круга друзей, духовным лидером которого был выдающийся историк и философ Всеволод Катагощин. В 1978 году КГБ исключило из аспирантуры с запретом работать по профессии, затем обыски, изъятие запрещённой литературы, допросы, несколько его друзей были посажены в лагеря. Организовывал и возглавлял сезонные строительные работы («шабашка») в колхозах и совхозах Сибири, Казахстана, Дальнего Востока, Северного Кавказа, Западной Украины, Центральной России, приобретя большой опыт познания российских реалий «по горизонтали и вертикали».
В 1987 году стал одним из инициаторов общественно-политической организации «Церковь и перестройка», которая оказалась аморфной. В 1988 участвовал в создании научно-технического кооператива «Перспектива», в 1989 был в числе создателей советско-панамского предприятия, возглавляя издательскую деятельность. Издавал массовым тиражом то, что с семидесятых годов издавал в самиздате: религиозную и политическую литературу, в том числе «Красный террор» Мельгунова. В 1988 году на первой всесоюзной конференции общества «Мемориал» добился принятия предложенной им резолюции:
«Мы считаем необходимым восстановить историческую справедливость и:
I. Официально признать выдающийся вклад писателя А. И. Солженицына в разоблачение политических репрессий и восстановление исторической правды в нашей стране.
2. Отменить обвинение Солженицына в уголовном преступлении - измене Родине.
3. Вернуть Солженицыну гражданство СССР.
4. Мы заявляем о необходимости скорейшего издания в нашей стране рукописного мемориала жертвам репрессии  — книги Солженицына „Архипелаг Гулаг“». 
В 1990 году впервые в СССР заключил договоры с издательствами «Книга» и «Советский писатель» на издание «Архипелаг ГУЛАГ» Александра Солженицына тиражом один миллион сто тысяч экземпляров. В силу противоборства изданию ЦК КПСС и КГБ, а также позиции автора, удалось издать только около 60 тыс. экземпляров.

### Против коммунистического режима в блоке «Демократическая Россия»
В 1990 году выиграл выборы в Народные депутаты РСФСР по Черемушкинскому избирательному округу Москвы. В 1990 году вместе с Михаилом Астафьевым и Олегом Румянцевым выставили трёхцветные российские флаги на своих депутатских столиках. Ведущий Съезд Народных Депутатов РСФСР председатель избирательной комиссии РСФСР огласил проект постановления Съезда: «немедленно убрать из Кремля имперские царские символы». Съезд почти единогласно проголосовал «за». После чего все депутаты (включая и тех, кто называл себя демократом) встали под собственные аплодисменты.
В 1990 году инициировал создание Российского Христианского Демократического Движения. На учредительном съезде (Соборе) 8-9 апреля 1990 года стал одним из сопредседателей Думы РХДД вместе с Глебом Анищенко и Вячеславом Полосиным. Позднее — председателем Политсовета РХДД. По мандату РХДД был членом Совета представителей и Координационного совета «Демократической России»: «Нас объединило поначалу с „Демократической Россией“, некоторыми её лидерами то, что тогда мы вместе провозгласили о приоритете христианских ценностей в обществе. Вместе добивались свободы совести, вероисповеданий, боролись против монополии КПСС на идеологию и власть».
На Первом Съезде Народных Депутатов РСФСР выдвигается одним из кандидатов в Председатели Верховного Совета РСФСР. В предвыборном выступлении 29 мая 1990 года впервые за годы советской власти в Кремле прозвучала антикоммунистическая речь и декларация христианской политики:

Обретение обществом высших идеалов означает религиозно-национальное возрождение… просвещённый патриотизм должен быть положен в основу всех преобразований. Прежде всего, это любовь к своему народу, его истории, культуре. Но, как всякая истинная любовь, она исключает националистическую гордыню, вражду и шовинистическую ненависть. Просвещённый патриотизм — это знание культуры и истории своего народа… Нам необходимо вернуть наше национальное достояние, ввести в политический и культурный оборот произведения русской философской, политической, экономической и социальной мысли… Будущее для нас закрыто без ответственной и полной оценки прошлого. Перед всеми нами стоит роковой вопрос: почему богатейшая страна и великий народ с тысячелетней культурой в результате семидесяти лет революций, борьбы, перековки, строительства, перестройки оказалась на задворках цивилизации?.. коммунизм есть самая радикальная во всей мировой истории антихристианская доктрина и антихристианская сила… необходимость принципиально и последовательно отказаться от коммунистической идеологии… Если вы хотите избежать взрыва агрессии, если стремитесь завтра достигнуть национального согласия, то сегодня проявите добрую волю и откажитесь от монополии на власть, экономику и культуру… От идеологии ненависти и разрушения к идеалам солидарности и созидания! .. название нашей страны - РСФСР - не совсем соответствует действительности. Предлагаю её называть — Российская Федерация.
Перед выборами заявил, что время христианской политики ещё не пришло и снял свою кандидатуру.
В Верховном Совете России он и его сторонники (стремясь к демонтажу режима «государственного атеизма») инициировали создание Комитета по Свободе совести; подготовили и добились принятия закона «О свободе вероисповеданий», Постановлений Верховного Совета об отмене репрессивных ленинско-сталинских декретов о религии и Церкви (в том числе декрет об изъятии церковных ценностей и имущества), роспуске Совета по делам религий, предоставлении религиозным организациям статуса юридического лица, освобождении религиозной деятельности от налогов, учреждении дня Рождества Христова выходным днём, религиозным организациям разрешались публичное церковное служение, миссионерская, благотворительная, просветительская деятельность. В Верховном Совете становится председателем Подкомитета по связям с зарубежными организациями Комитета Верховного Совета по свободе совести. В августе 1991 года участвует в защите «Белого Дома». Вскоре наметился раскол с ельцинским режимом и «Демократической Россией».

Мы с самого возникновения РХДД стояли на позициях просвещенного патриотизма. Мы — патриоты, мы — противники разрушения целостности СССР и России. Именно это стало причиной нашего разрыва с демороссами. «Демроссия» много преуспела в разрушении Родины… Она делает все для возрождения тоталитаризма в ещё худшем виде.

### За единую неделимую Россию
19 апреля 1991 года по его инициативе РХДД, Демократическая партия России (ДПР) и Конституционно-демократическая партия (Партия народной свободы) вошли в «Конституционно-демократический блок „Народное согласие“». Вошедшие в блок организации поддержали Союзный договор в его «новоогарёвском» виде, поддержали противопоставленную Кишинёву Приднестровскую республику, выступили против действий Звиада Гамсахурдиа в Южной Осетии и за пересмотр границ России с Казахстаном и Украиной. В октябре 1991 года на II съезде «ДемРоссии» РХДД вместе с блоком «Народное согласие» вышло из Движения, Аксючиц выходит из депутатской группы «Демократическая Россия», создаёт депутатскую группу «Российский союз» и становится её координатором.
В СМИ осуждает Беловежские соглашения, «шоковую терапию» Гайдара, «народную приватизацию» Чубайса: «Самый прямой путь к освобождению — не один радикальный прыжок, а „тысяча шагов“… в одном государстве не может быть более одного суверенитета. Применительно же к территориям надо говорить о самоуправлении, к предприятиям — о независимости, к личности — о правах и свободах».
В феврале 1992 возглавил Оргкомитет по подготовке и проведению Конгресса Гражданских и патриотических сил России, на котором 8-9 февраля создано «Российское Народное Собрание» — общественно-политическая организация не коммунистической оппозиции. Избран Председателем «РНС», в июне 1992 года уступил место Илье Константинову — ответственному секретарю РХДД. Отказался присоединиться к создаваемому его соратниками «Фронту национального спасения», неоднократно заявлял о том, что объединение с «красными» недопустимо не только по принципиальным соображениям, но и потому что подобный альянс вытолкнет из РХДД большую часть активных его сторонников. Признавая необходимость совместной политической деятельности с «красными» во имя достижения тактических выгод, высказался категорически против «ассимиляции» с коммунистами под эгидой какого-то ни было блока.
В декабре 1992 года вместе с Михаилом Челноковым подал в Конституционный суд запрос о конституционности «призыва Президента РФ 10.12.92 к депутатам покинуть зал заседаний съезда в момент его работы, что было направлено на срыв работы съезда, его дискредитацию». Вскоре после этого заявил: «Мы должны, к сожалению, признать, что у нашего президента одна, но пламенная страсть. И эта страсть — не реформы (они провалились с треском), а установление президентского правления, разгон всей представительской власти». 15 января 1992 года. по его инициативе Политсовет РХДД принял обращение о Референдуме и досрочных выборах: необходимо принять «Основной Закон Российской Федерации переходного периода», после чего в течение полугода нужно провести досрочные всеобщие выборы и добиваться, чтобы «в результате выборов была сформирована сильная национальная власть, способная отстаивать государственные интересы России, защищать достоинство, права и свободы её граждан». Не признал итогов апрельского референдума 1993 года, «поскольку референдум проходил в совершенно не демократических условиях… меньшая часть общества поддержала президента. И результаты эти носят социологический характер, а никак не юридический. Конечно, следовало ожидать шизофренических заключений о том, что теперь нелигитимен Съезд, или о том, что у главы государства есть теперь некое мифическое учредительное право. Но все это — идеологическое оформление попытки узурпации власти».
Резко выступил против указа Ельцина № 1400 от 21 сентября 1993 года и участвовал в защите Дома Советов. При открытии Съезда Народных депутатов выдвинул проект постановления Съезда. В нём предлагалась чрезвычайная концепция выхода из чрезвычайной ситуации: «Назначить сроки одновременных досрочных выборов президента и народных депутатов; вступить в переговоры с президентской стороной для разработки правовых основ досрочных выборов; в случае отказа президента пойти на законные досрочные выборы квалифицировать его действия как государственный переворот, что является тягчайшим преступлением; всем силовым структурам страны приступить к задержанию участников переворота». В ответ на это предложение послышались обвинения в «легализации узурпаторов, которые находятся вне закона». 2 октября, на митинге на Смоленской площади, сказал: «Мы, депутаты, обращаясь к вам, говорим, что наше оружие — это только мирное нравственное противостояние».

### После октября 1993
На выборах в Государственную Думу в декабре 1993 года список РХДД возглавлял спортсмен-тяжелоатлет Юрий Власов, РХДД к выборам допущена не была, так как прессинг в СМИ и со стороны власти не позволил набрать достаточного числа подписей. В декабре 1993 пытался вместе с Дмитрием Рогозиным возродить Российское народное собрание. В 1995 РХДД была переименована, — в её названии слово «демократическое» было заменено на «державное» (аббревиатура РХДД осталось). Участвовал в создании Социально-патриотического Движения «Держава» А. В. Руцкого, но вскоре разошёлся с Руцким.
В 1997—1998 годах в качестве заместителя руководителя секретариата, руководителя группы советников Первого Вице-Премьера Правительства России Немцова курировал работу Правительственной Комиссии по идентификации останков императора Николая II, его семью и близких, захоронение царственных останков, составление аналитических записок, формулировал концепцию «народного капитализма» и был инициатором круглого стола «Олигархия или народный капитализм».
С 2002 года возглавляет фонд «Социальное служение», который осенью 2004 года провёл в Храме Христа Спасителя концерт «Дети Москвы — детям Беслана», а также экскурсии по Москве, на которые были собраны бесланские дети из больниц Москвы. Выступает в СМИ, участвует в различных конференциях, публикует книги и статьи, ведёт ряд ресурсов в Интернете.

## Творчество
Сферы творческих интересов: богословие, христианская философия, историософия, история России, культурология, политология.
Эволюцию своих философских взглядов Аксючиц характеризует как «типичный для русской интеллигенции путь от марксизма к идеализму и православию». На философском факультете МГУ почти все кафедры были нацелены на марксистско-ленинскую философию: кафедры диалектического материализма, исторического материализма, научного коммунизма, истории марксистско ленинской философии, марксистско-ленинской этики… Собственно философию можно было изучать только на кафедре истории зарубежной философии. Поэтому писал курсовую по «Монадологии» Лейбница, диплом «Проблема соотношения философии и теологии в неопротестантизме Пауля Тиллиха», диссертацию «Проблема человека в экзистенциализме Николая Берядева и диалектической теологии Пауля Тиллиха». Но сферой сугубых интересов была русская религиозная философия, которую приходилось изучать самостоятельно по «самиздату» и «тамиздату». Тематически и концептуально его работы в традиции русской христианской философии XX века, которую он характеризует как «неопатристика», синтезирующая учение Отцов Церкви и современную философию в ответах на вызовы эпохи. В творчестве Аксючица сходятся традиции онтологизма Вл. С. Соловьёва, П. А. Флоренского, С. Н. Булгакова, С. Л. Франка и христианского персонализма и экзистенциализма Ф. М. Достоевского, Н. А. Бердяева, Л. Шестова. Эту позицию можно характеризовать как персоналистический онтологизм. «Под сенью Креста» — главный богословско-философский труд Аксючица, основная тема которого: Богочеловеческий диалог в процессе миротворения. Крест и Голгофа Бога и человека — начало и конец сущего, мировая история — кровоточение ран Распинаемого Бога, назначение человека — крестонесение бытия — сотворчество Богу, а жизнь — непрекращающееся распятие. Под сенью Креста открываются глубины миротворения и бытия, подлинный смысл назначения человека и человечества. Углубление в новозаветное откровения Креста, Голгофы и Воскресения Богочеловека позволяет обнаружить новый и вместе с тем укоренённый в христианской традиции смысл основных богословско-философских проблем: творения и грехопадения, воплощения вечной души, бытия, теодицеи, свободы, богоподобной личности как «малого творца» бытия, христианской космогонии и космологии, происхождения и природы зла, апокалипсиса и эсхатологии.
В концепции историософии России утверждается, что народ — это соборный организм, имеющий вечную соборную душу, которая отражает творческий замысел Бога о народе и ответный помысел народа о себе — о своей творческой миссии в бытии. Судьбу русского народа определяют: духовный генотип — вечная душа и историческое предназначение, которым Творец наделил народ; этнический генотип — природные свойства народа, вобравшего множество этносов; духовный архетип — воспитание народа Православием; Исторический архетип — влияние экстремальных природных и геополитических условий выживания на просторах Евразии. Кажущаяся архаичной формула «Православие. Самодержавие. Народность» — указывает на жизнесозидающие константы в судьбе народа: духовный и исторический архетипы, а также этнический генотип. Аксючиц исследует феномены историософии России: русская идея, русский характер, становление русского мировоззрения, первый раскол в душе народа — результаты спора монашеских движений «нестяжателей» (последователей преп. Нила Сорского) и иосифлян, «стяжателей» (сторонников преп. Иосифа Волоцкого), второй — церковный раскол XVII века, тираническая революция Петра I, «первородный грех» русского дворянства, «орден русской интеллигенции» — ориентированный на иллюзию «Русского Запада», духовная революция в России XIX века, историософские причины русских катастроф и идеократии XX века — тотальной власти радикальной идеологии. Невероятные исторические испытания, воздействие ряда фатальных, роковых и инфернальных факторов, а также заболевание национальной элиты — идеомания (идеологическая мания), соблазнённость богоборческими идеологиями — ввергли русский государствообразующий народ в XX веке в череду глобальных катастроф, обновление, пережившего смертельную (прежде всего духовную) болезнь народа возможно при обращении к духовным истокам русской православной цивилизации. Поиск современных форм общественно-политического возрождения России складывается в концепцию «просвещённого патриотизма» или «просвещённого национализма».

## Труды
Книги:
- Мироправители тьмы века сего — 1994 г.
- Идеократия в России — М.: Выбор, 1995 г.
- Под сенью Креста — 1998 г.
- Покаяние. Материалы правительственной Комиссии по изучению вопросов, связанных с исследованием и перезахоронением останков Российского Императора Николая II и его семьи (составитель, автор предисловий) — 1998 г.
- От великих потрясений к великой России — 2002 г.
- Миссия России — 2009 г.
- Русский характер — 2011 г.
- В тисках идеала и реальности (Коллизии русской истории) — 2011 г.
- Идеократия в России — 2011 г.
- Русское Православие и богоборчество — 2017 г.
- РУССКИЙ МАЯТНИК. От коммунистического тупика через либеральный обвал. Заметки очевидца. Direct MEDIA. Москва. Берлин. 2017 Купить: https://www.directmedia.ru/book_473143_russkiy_mayatnik/
- От великих потрясений к Великой России. Серия «Миссия России» Direct MEDIA. Москва. Берлин. 2017 г. Купить: https://www.directmedia.ru/book_485124_ot_velikih_potryase…/
- Служение русской литературы. Серия «Миссия России» ИП Азарова Н. Н. «Литера-Принт» Красноярск. 2018 г.
- Гибель богов натурализма. Пределы науки и фиаско научного мировоззрения. Direct MEDIA. Москва. Берлин. 2018 г. Купить: https://www.directmedia.ru/book_495379_gibel_bogov_naturalizma_predelyi_nauki_i_fiasko_nauchnogo_mirovozzreniya/
- Идеократия в России. Серия «Миссия России» Direct MEDIA. Москва. Берлин. 2019 г. Купить: https://www.directmedia.ru/book_499011_ideokratiya_v_rossii/

Некоторые статьи:
- От фобий к реальности. Государство и религия в современной России // Церковный вестник, № 21 (394), Ноябрь 2008.
- Пророческое служение. Религиозная и творческая драма Николая Гоголя // Церковный вестник, № 7 (404), апрель 2009.